# Can-Am 1982
Can-Am 1982 var ett race som kördes över nio omgångar. Al Unser Jr. tog den titel som gav honom möjligheten att ta steget vidare till PPG IndyCar World Series, där han senare kom att bli storstjärna. Al Holbert och Danny Sullivan var tvåa och trea i mästerskapet. 

## Delsegrare
| Datum        | Bana           | Vinnare        |
| ------------ | -------------- | -------------- |
| 23 maj       | Road Atlanta   | Al Unser Jr.   |
| 7 juni       | Mosport Park   | Al Unser Jr.   |
| 27 juni      | Mid-Ohio       | Al Holbert     |
| 25 juli      | Road America   | Al Holbert     |
| 5 september  | Trois-Rivières | Al Holbert     |
| 12 september | Mosport Park   | Al Unser Jr.   |
| 26 september | Las Vegas      | Danny Sullivan |
| 3 oktober    | Riverside      | Al Holbert     |
| 10 oktober   | Laguna Seca    | Al Unser Jr.   |

## Slutställning
| Plats | Förare         | Poäng |
| ----- | -------------- | ----- |
| 1     | Al Unser Jr.   | 540   |
| 2     | Al Holbert     | 500   |
| 3     | Danny Sullivan | 390   |
| 4     | Bertil Roos    | 173   |
| 5     | Jim Crawford   | 150   |
| 6     | John Morton    | 129   |
| 7     | John Kalagian  | 122   |
| 8     | Randy Lewis    | 71    |